# Scutula dedicata
Scutula dedicata är en lavart som beskrevs av Dagmar Triebel, Mats Wedin och Gerhard Rambold. 
Scutula dedicata ingår i släktet Scutula och familjen Pilocarpaceae. Arten är reproducerande i Sverige.